# Knud Ove Hilkier

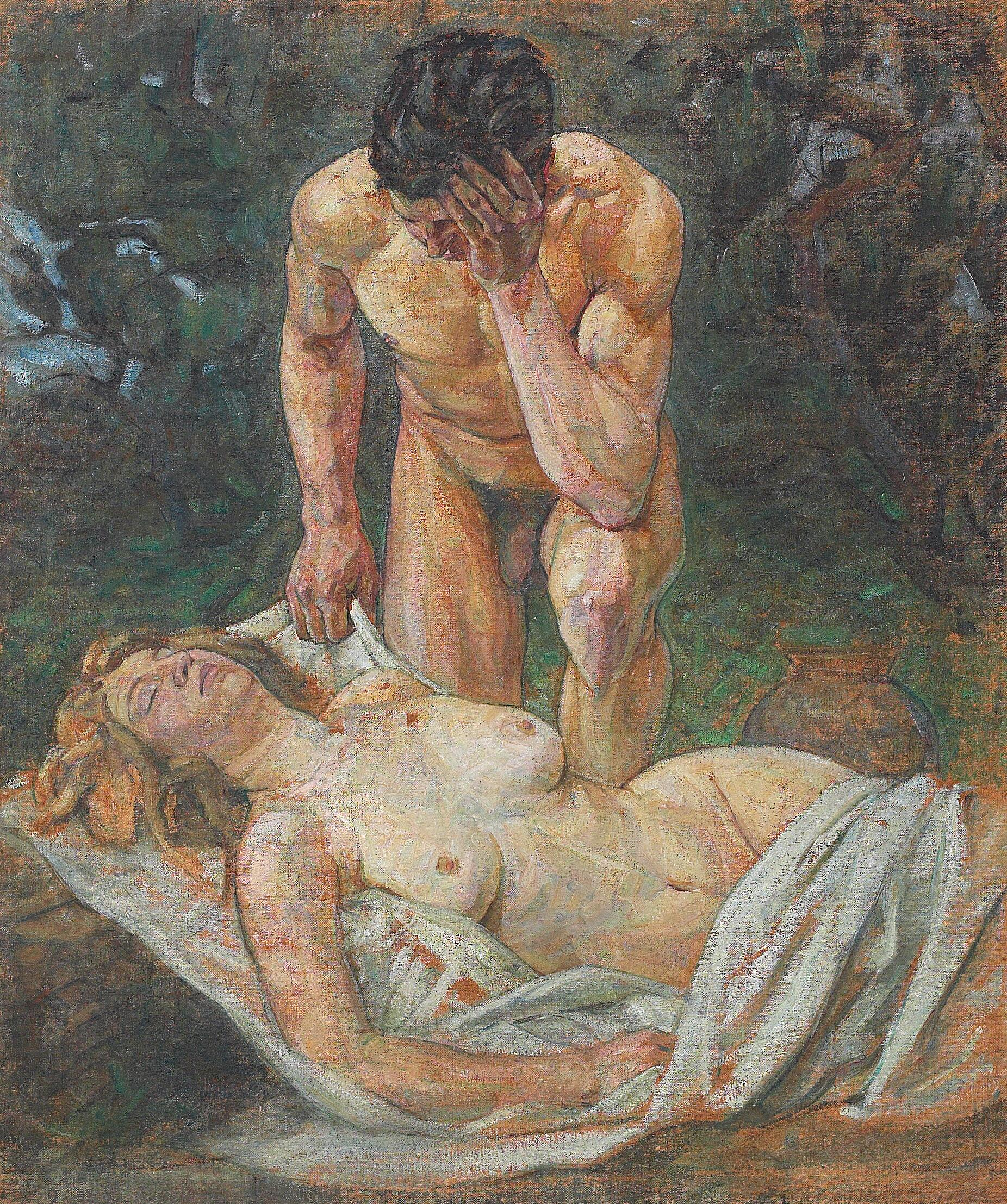
Orpheus und Eurydike (ca. 1913)

Knud Ove Hilkier (* 20. November 1884 in Kopenhagen; † 24. Oktober 1953 ebenda) war ein dänischer Kunstmaler.

## Leben
Hilkier studierte Kunst an der Königlich Dänischen Kunstakademie von 1902 bis 1907. Wiederholt unternahm er Studienreisen nach Spanien und Italien.
Hilkier wurde inspiriert von Sigurd Swane und vom französischen Impressionismus. Er malte Bildnisse, Akte, Stillleben und Landschaften. Hilkiers Grabstätte befindet sich auf dem Frederiksberg Ældre Kirkegård.
Seine Bilder werden regelmäßig in Auktionen verkauft.

## Bilder in Museen
In den nordischen Museen KUNSTEN Museum of Modern Art Aalborg, ARoS Aarhus Kunstmuseum und Nationalmuseum Oslo werden mehrere von Hilkiers Werken in den ständigen Sammlungen gezeigt.
- Portraet af faderen, 1909, (76,0 × 59,2). KUNSTEN Museum of Modern Art Aalborg.
- Portraet af moderen, 1909, (75,5 × 58,2). KUNSTEN Museum of Modern Art Aalborg.
- Sild. Interiör fra et kökken, 1934, (102,2 × 87,2). ARoS Aarhus Kunstmuseum[5][6]